# Nationalmuseum der Unabhängigkeit

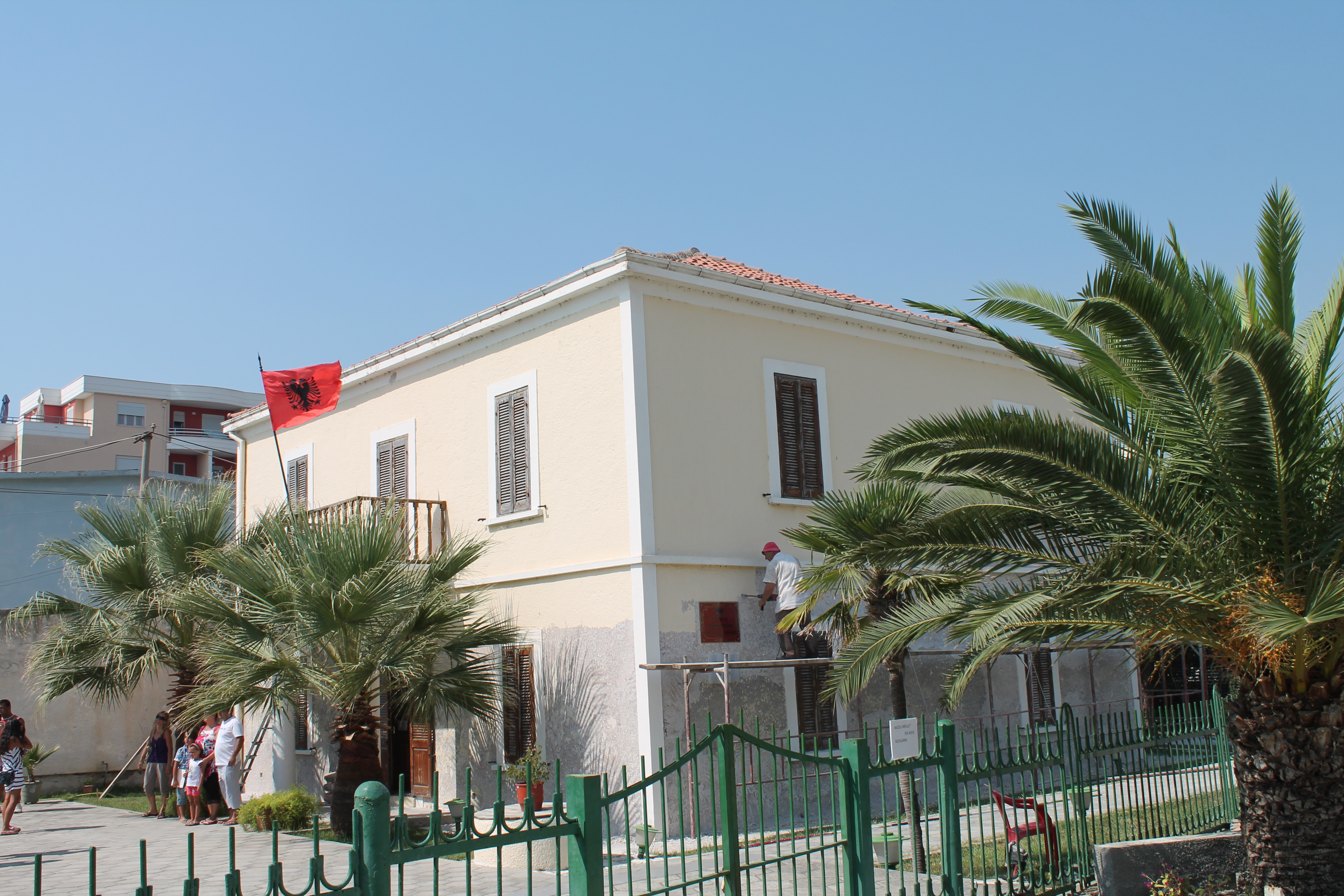
Das Museumsgebäude

Das Nationalmuseum der Unabhängigkeit (albanisch Muzeu Kombëtar i Pavarësisë) ist ein historisches, archäologisches und kulturgeschichtliches Museum in der Hafenstadt Vlora im Süden Albaniens.
Das Museum ist der Unabhängigkeit Albaniens gewidmet, die am 28. November 1912 ausgerufen wurde. Es ist ein Nationalsymbol des Landes und aller Albaner und beherbergt eine große historische und kulturgeschichtliche Sammlung.

## Geschichte

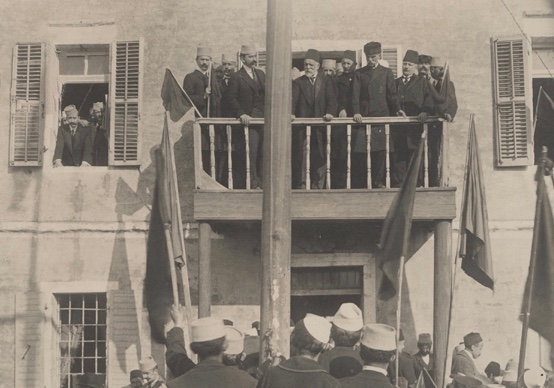
Aufnahme des Gebäudes am 28. November 1913

Das Gebäude, in dem das Museum untergebracht ist, wurde schon Anfang des 20. Jahrhunderts erbaut. Es liegt nordöstlich des Hafens von Vlora an diesen angrenzend nahe dem Adriatischem Meer – damals noch weit außerhalb der Stadt, die einige Kilometer landeinwärts ihr Zentrum hatte. Die internationale Seegesundheitsaufsicht hatte in dieser „einfachen, aber sehr netten Villa der Quarantäne“ (Ekrem Bey Vlora) ihren Sitz gehabt.
Im Jahr 1913 diente es während sechs Monaten als Regierungsgebäude, nachdem Ismail Qemali (1844–1919), Albaniens erster Ministerpräsident, aus Westeuropa zurückgekehrt war und dort Quartier bezogen hatte. Am 28. November 1913 wurden hier zudem die Feierlichkeiten zum ersten Jahrestag der Unabhängigkeit ausgetragen.
Im Jahr 1936 wurde das Gebäude von König Ahmet Zogu in ein Nationalhistorisches Museum umfunktioniert. Es wurden darin insbesondere Fundstücke von archäologischen Grabungen in Apollonia ausgestellt. Dies blieb es bis zu Beginn des Zweiten Weltkriegs, als es 1939 zerstört wurde. In der Nachkriegszeit war der Bau lange leer geblieben, bis 1962 anlässlich des 50. Jahrestages der Unabhängigkeit das Nationalmuseum der Unabhängigkeit offiziell eröffnet wurde.

## Sammlung und Räumlichkeiten
Das Museum hat eine große und wichtige Sammlung an historischen Artefakten. Originale Dokumente, Fotografien und Objekte, sowie viele andere Reliquien aus dem frühen 20. Jahrhundert sind im Nationalmuseum der Unabhängigkeit untergebracht.
Das Gebäude besitzt zwei Hallen und zwei Räume. Das Büro von Ismail Qemali und der Konferenzraum der Provisorischen Regierung wurden in den Originalräumen nachgebildet. Im Büro liegt die originale Unabhängigkeitserklärung.
Anlässlich des 100. Jahrestages der Unabhängigkeit im Jahr 2012 wird die Verwaltung aus dem Gebäude ausziehen, um die volle Innenfläche für das Museum nutzen zu können. Die Verwaltung wird in nahe Räumlichkeiten umziehen.
Vor dem Gebäude befindet sich ein Garten mit Büsten der ersten Ministerpräsidenten Albaniens.